# 강영권
강영권은 대한민국의 기업인이다. 그것이 알고싶다 PD출신으로 에디슨모터스의 회장을 지내다가 쌍용자동차를 인수할 생각이 없음에도 속여 주가에 부당한 영향을 끼친 혐의로 구속영장이 청구되었다. 
그후 게속 보석을 신청하고 있지만 기속이 되고있다. 아직도 소액주주모임에서는 그를 죽이겠다는 사람들이 모여있다.